# Vaccinium consanguineum
Vaccinium consanguineum es una especie del género Vaccinium nativa de las zonas montañosas de Costa Rica y el oeste de Panamá a altitudes de 2100 a 3100 m s. n. m. En Costa Rica se lo encuentra en la cordillera de Talamanca y la cordillera Volcánica Central. En raras ocasiones inclusive a 1500 m s. n. m., se la considera endémica.

## Descripción
Vaccinium consanguineum es un arbusto arborescente de 0,5-10m de altura (En promedio 1-3m de altura) cuyos tallos muy leñosos son de apariencia puberulenta a glabrada, los cuales se tornan glabros con la edad.
Tiene hojas angostas o anchamente elípticas, ocasionalmente oblongas, de 1-4,6cm de largo por 0,5-1,2cm de ancho, son agudas basalmente, gradualmente agudas en el ápice, de serruladas a crenado-serradas marginalmente, glabras o glabradas y puberulentas a lo largo del nervio central en el envés, pinnadamente nervadas; el pecíolo es de 1,5 a 3,0 mm.
Tiene inflorescencias racemosas, con varias flores; el raquis es de 1 a 4 cm; el pedicelo es de 1 a 2 mm, está articulado con el cáliz; las flores tienen el hipanto de 1,0 a 1,6 mm, glabro, con lóbulos de 0,8 a 1,5 mm, apicalmente ciliado o glabro; la corola es cilíndrica y de 5,0 a 7,5 mm, glabra exteriormente y blanca con tintes rosados o rojizos algunas veces; tecas con dos espolones apicales; los túbulos de 1,2 a 1,8 mm. El fruto que produce es comestible, y se caracteriza por ser globoso y de 5 a 6 mm de diámetro, glabro, rojizo a negro púrpura al madurar, contiene numerosas semillas pequeñas y un poco de pulpa.

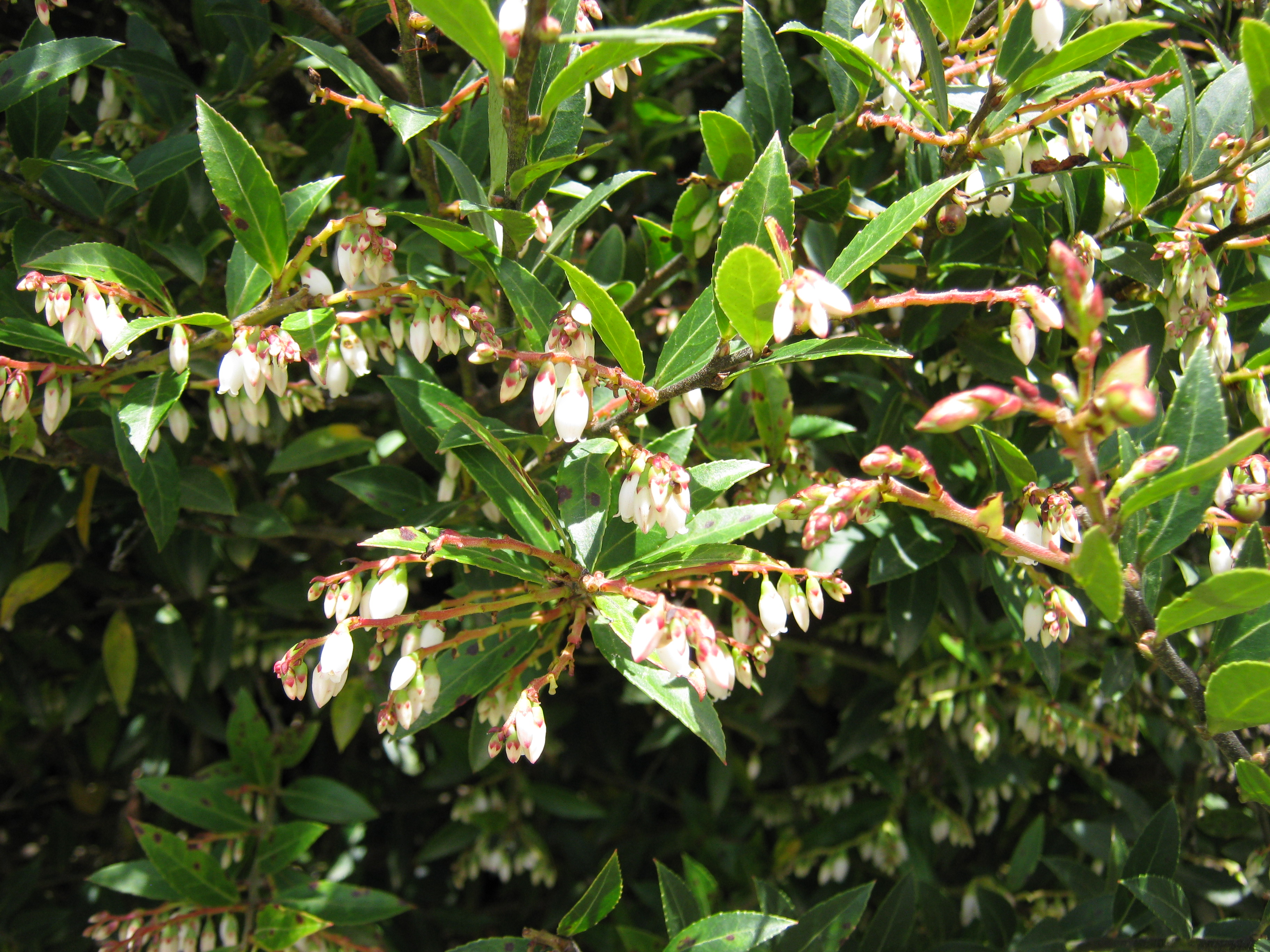
Flores de Vaccinium consanguineum

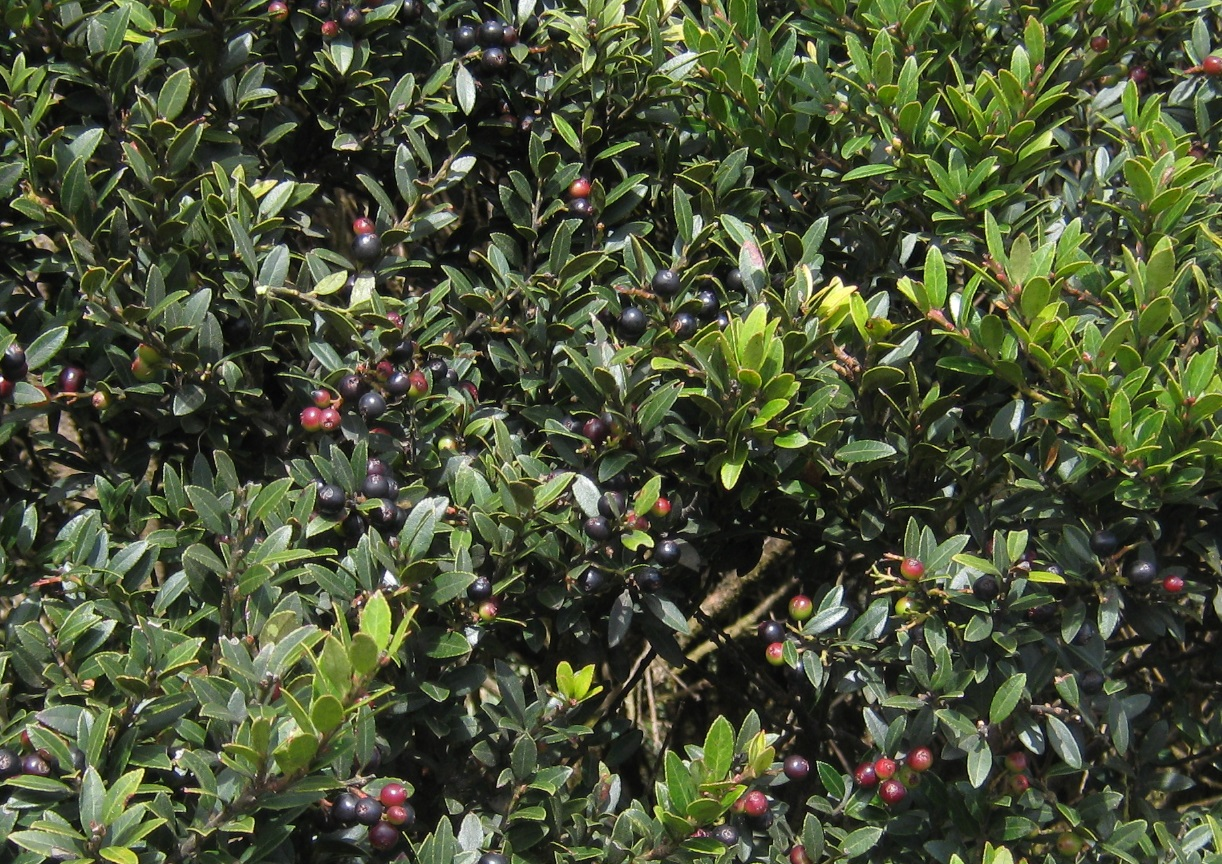
Vista de frutos en distintos grados de maduración

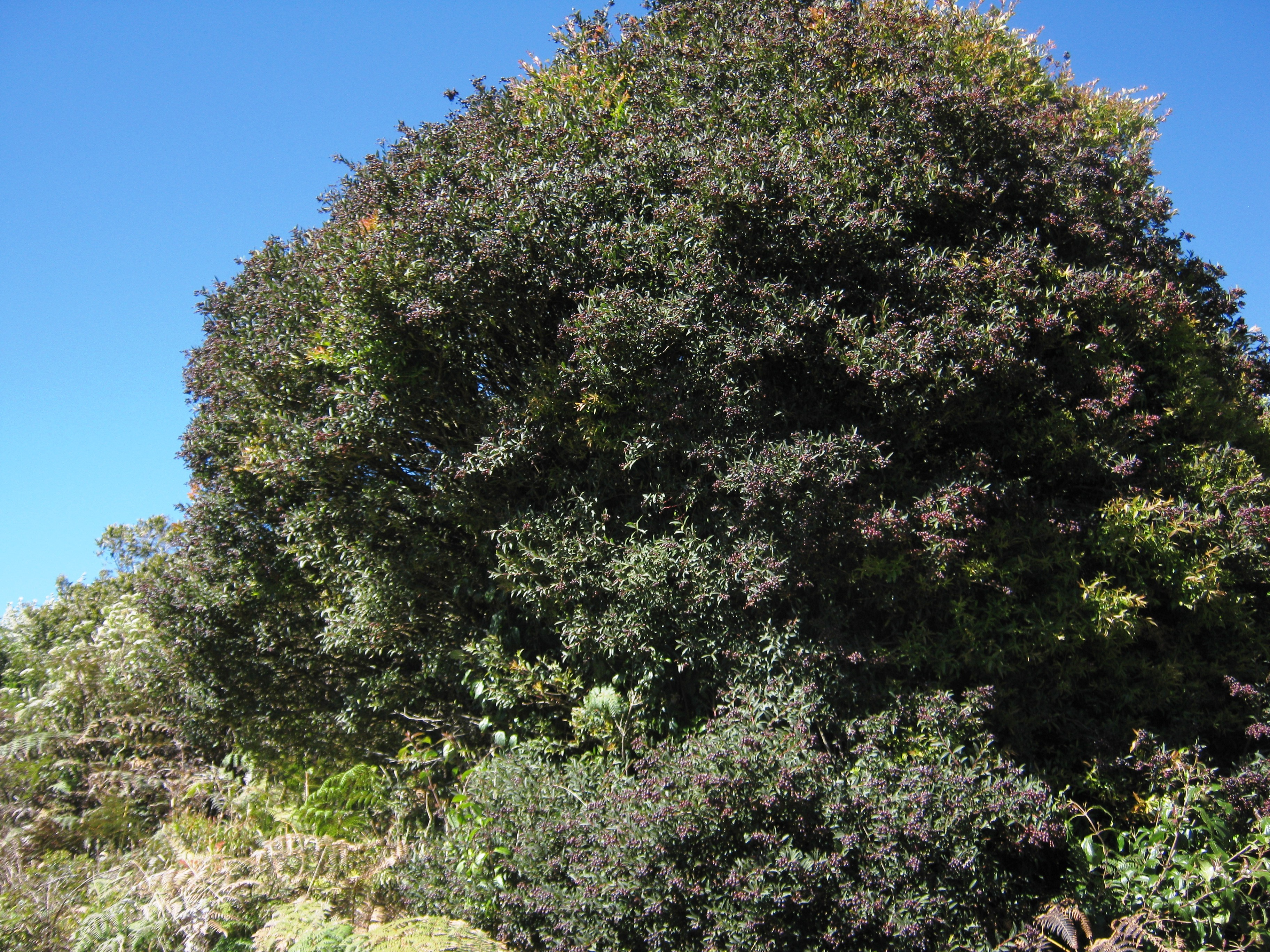
Arbusto de gran tamaño, más de 3m de altura

## Cultivo
La planta aprovecha zonas alteradas y bordes del bosque de robledal o páramo para su desarrollo, en donde es común encontrarlo. Su floración coincide con la época lluviosa, y su fructificación con el inicio de la época seca, por lo cual es común encontrar sus frutos en diciembre y febrero, inclusive hasta abril en donde culmina su floración.
Se reproduce con facilidad a partir de su rizoma, lo cual es utilizado como método de dispersión en la naturaleza, de manera similar a especies del género Rubus.

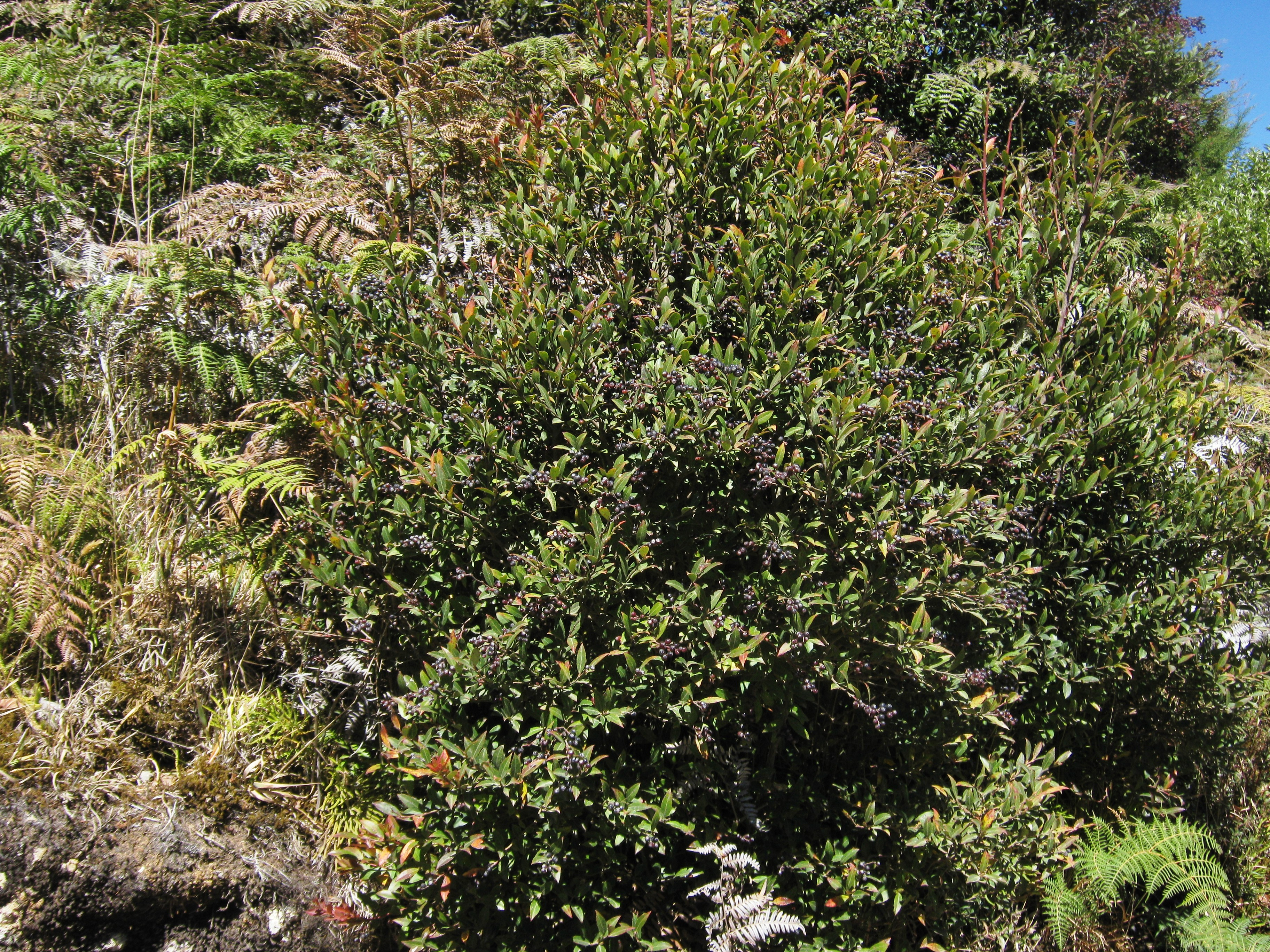
Arbustos con poco más de 50cm de altura son capaces de producir frutos

## Usos
La fruta puede ser consumida directamente, o utilizada para la fabricación de jugo y jalea, la cual adquiere una consistencia muy similar a la producida con frutos de mora, pero que no se diferencia en sabor de la jalea producida con otras especies más comunes del género Vaccinium.

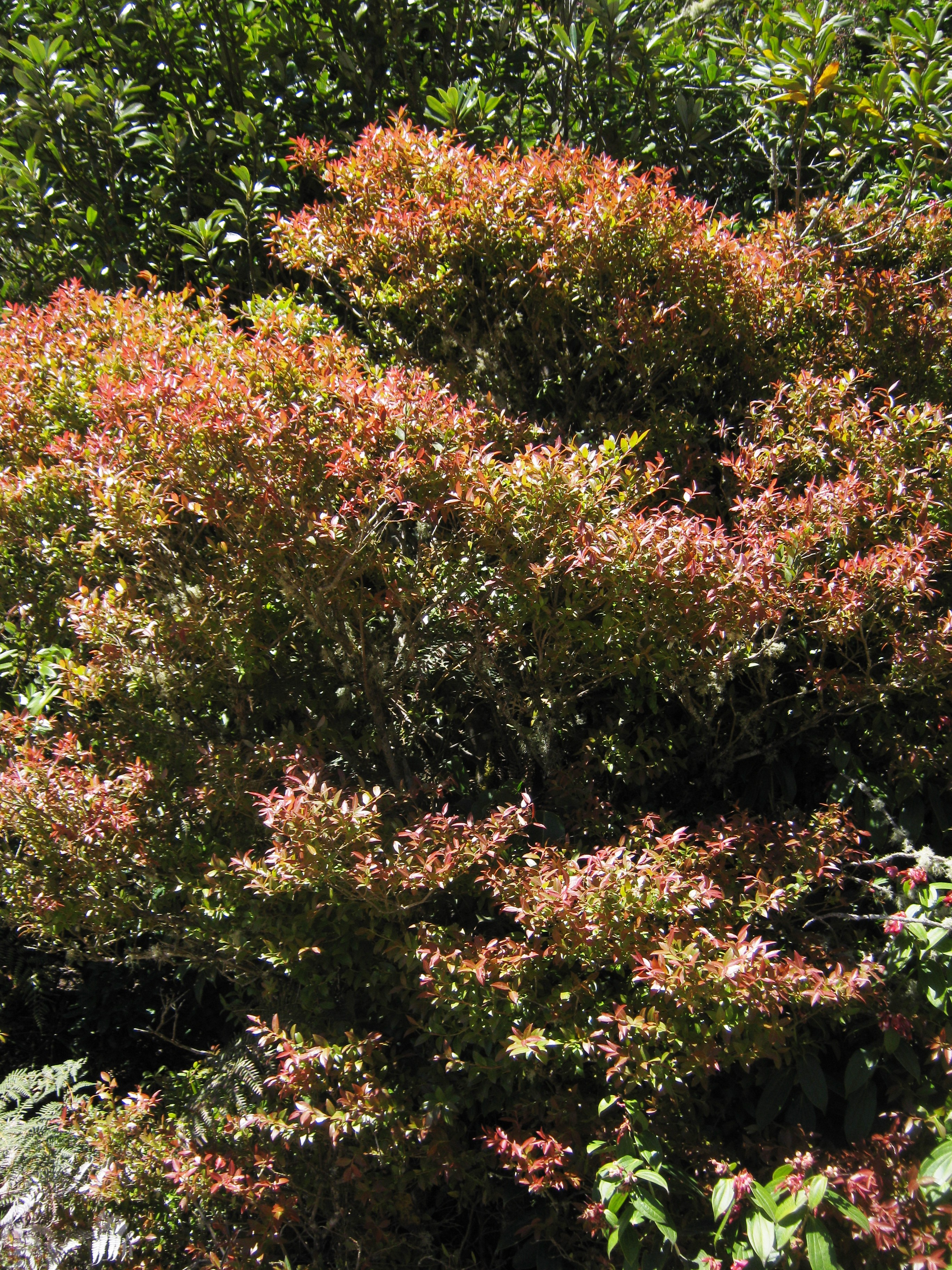
Arbusto durante renuevo de hojas, nótese el color claro y naranja que poseen estas

## Riesgos

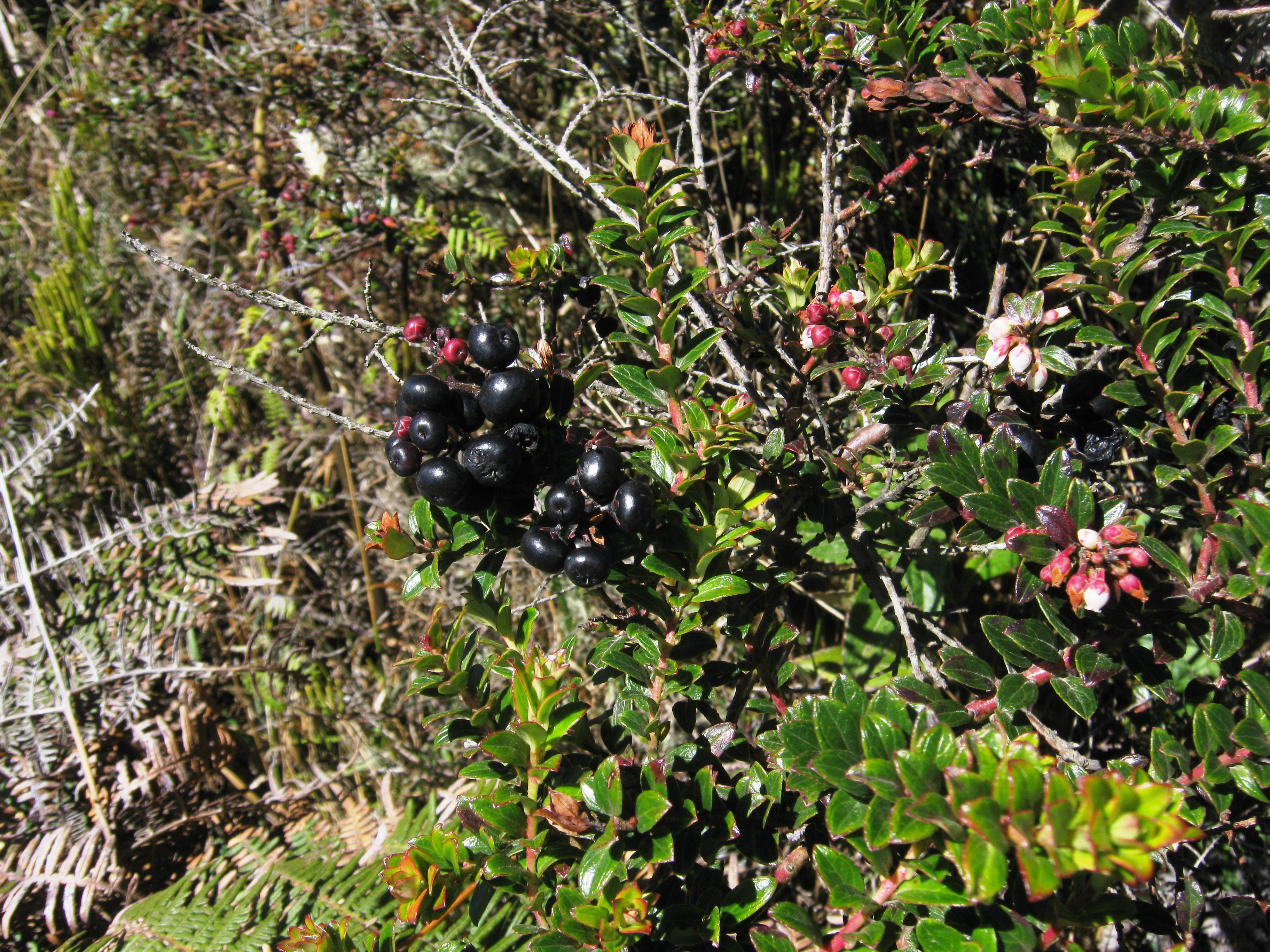
Frutos de Pernettya coriacea, planta tóxica

El fruto de V. consanguineum no debe confundirse con aquel de Pernettya coriacea ya que esta especie posee un compuesto tóxico tentativamente llamdado pernettina y debido a la similitud y abundancia puede llegar a confundirse con esta especie.

## Taxonomía
Vaccinium consanguineum fue descrita por Johann Friedrich Klotzsch y publicado en Linnea 24: 64. 1851.
Etimología
Ver:  Vaccinium
consanguineum: epíteto latíno que significa "con color de sangre".
Sinonimia
- Vaccinium irazuense Sleumer[7]